# Jean-Jacques de Grave
Jean-Jacques de Grave, né le 27 septembre 1923 à Furnes (province de Flandre-Occidentale) et mort en 2002 à Ostdunkerque, est un linograveur, illustrateur et auteur de bande dessinée belge.

## Biographie
Jean-Jacques de Grave naît le 27 septembre 1923 à Furnes. 
Il se forme artistiquement à l'Institut Saint-Luc à Gand. Ensuite, il étudie à La Cambre à Bruxelles d'où il sort lauréat en 1949. Ses professeurs Jozef Cantré, Oscar Jespers et Joris Minne auront une grande influence sur lui. Il travaille sous la direction de Jozef Cantré et d'Oscar Jespers en maintenant des liens avec Olivier Strebelle et les membres du groupe Cobra dont Pierre Alechinsky et Corneille. Il voyage et expose avec ces derniers à plusieurs reprises. Membre fondateur du groupe Xylon International et du centre Frans Masereel à Kasterlee. Il est également cofondateur du Groepen Idee et Grafis 50. 
Il est professeur d'arts plastiques à Bruxelles puis enseigne la gravure à Sydney et Canberra de 1982 à 1985 en Australie.
Il est concepteur d'estampes individuelles, de séries d'estampes et illustrateur de nombreux livres.
Plus de 1 350 estampes ont été répertoriées dans son atelier.
Il meurt à Oostduinkerke en Belgique en 2002.
En bande dessinée, on lui doit le roman graphique L'Histoire de Ned Kelly, scénarisé par Marie-Ève de Grave et publié par Hélium en 2017. Ce western est favorablement critiqué par le Centre national de la littérature pour la jeunesse.
Ses œuvres figurent notamment dans les collections du Centre de la gravure et de l'image imprimée, musée d'Art à la mer et le Musea Brugge (nl).

### Vie privée
Il est le père de la réalisatrice Marie-Ève de Grave. 

## Œuvre

### Publications

#### Illustration
- Piet Van Aken Klinkaart[8], nouvelle, Anvers, Uitgeverij Ontwikkeling, 19594e édition.

#### Roman graphique
- L'Histoire de Ned Kelly, Hélium, Arles, 18 décembre 2017
Scénario : Marie-Ève de Grave - Dessin : Jean-Jacques de Grave - Couleurs : noir et blanc -  (ISBN 978-2-330-08672-5)

## Prix
Il se voit décerner plusieurs prix :
- 1960 : 
  -  prix à Cincinnati ;
  - prix d'Ostende ;
- 1963 :  prix de la gravure à la Biennale des Arts graphiques (Ljubljana) ;
- 1964 :  Grand prix de la gravure à Brno ;
- 1965 :  Médaille d'honneur à la Foire du livre de Leipzig[10].